# La Loma, Mocorito
La Loma är en ort i Mexiko.   Den ligger i kommunen Mocorito och delstaten Sinaloa, i den västra delen av landet, 1 100 km nordväst om huvudstaden Mexico City. La Loma ligger 74 meter över havet och antalet invånare är 151.
Terrängen runt La Loma är huvudsakligen platt, men söderut är den kuperad. Runt La Loma är det ganska tätbefolkat, med 72 invånare per kvadratkilometer. Närmaste större samhälle är Guamúchil, 10,0 km väster om La Loma. Omgivningarna runt La Loma är en mosaik av jordbruksmark och naturlig växtlighet.